# Гелон
Гелон (на старогръцки: Γέλων; Gelon; Γέλωνος; * ок. 540 пр.н.е.; † 478 пр.н.е.) е тиран на Гела и Сиракуза от 485 пр.н.е. до 478 пр.н.е.

## Произход и управление
Той е най-възрастният син на тирана Деиноменес, произлиза от рода на Деиноменидите. Има трима братя – Хиерон I, Полизал и Тразибул.
Гелон е командир на кавалерията. След смъртта на Хипократ – тирана на Гела († 491 пр.н.е.), той го наследява. Гелон е олимпийски победител в надбягване с колесници през 488/487 пр.н.е.
През 485 пр.н.е. е извикан на помощ в Сиракуза и взема властта. Преселва половината от населението на Гела в Сиракуза. Картагенците нахлуват в Сицилия, но Гелон и тъст му Терон ги побеждават в битката при Химера през 480 пр.н.е. Така Гелон става господар на целия остров.
Гелон е женен за Демарета, дъщеря на тирана Терон от Акрагас. След смъртта му вдовицата му се омъжва за брат му Полизал.